# Institut für Angewandte Photophysik Dresden
Das Dresdner Institut für Angewandte Photophysik (IAPP) gehört zum Institut für Angewandte Physik der mathematisch-naturwissenschaftlichen Fakultät der Technischen Universität Dresden. Als Wissenschaftlich Photographisches Institut 1908 von Robert Luther gegründet, feierte das Institut 2008 sein hundertjähriges Bestehen. Das Institut beherbergt das von Hermann Krone begründete Historische Lehrmuseum für Photographie.
Neben der Lehre findet am Institut Forschung zu organischer Optoelektronik, Nano-Optik und zur Halbleiterspektroskopie statt. Derzeitiger Institutsleiter ist Karl Leo.

## Errungenschaften und Auszeichnungen
In den 1990er-Jahren wurde am IAPP die Dotierung organischer Halbleiter mit Hilfe von organischen Molekülen entwickelt. Hierauf baut das p-i-n-Konzept auf, bei dem dotierte Schichten als Injektionsschichten in organischen Leuchtdioden (OLEDs) bzw. Extraktionsschichten in organischen Solarzellen verwendet werden. Mithilfe dieses Konzepts wurden am IAPP viele Erfolge bei der Effizienz von OLEDs und organischen Solarzellen verzeichnet. So wurden in den Jahren 2008–2011 mehrere Weltrekorde für organische Solarzellen aufgestellt.
Im Dezember 2011 erhielt Institutsleiter Karl Leo gemeinsam mit Jan Blochwitz-Nimoth (Novaled) und Martin Pfeiffer (Heliatek) den Deutschen Zukunftspreis des Bundespräsidenten. Hiermit wurden Leistungen geehrt, die maßgeblich auf Arbeiten des IAPP beruhen, namentlich die Entwicklung effizienter organischer Solarzellen und Leuchtdioden auf Grundlage organischer Moleküle, einschließlich der molekularen Dotierung.

## Organisation
Drei Professuren sind am Institut ansässig, zum einen die Professur „Optoelektronik“ unter der Leitung von Karl Leo. Hier wird maßgeblich an organischen Leuchtdioden und Solarzellen geforscht, aber auch im Bereich Spektroskopie, Abscheidung organisch-anorganischer Mischschichten, Verkapselung und seit kurzem verstärkt auf dem Gebiet der organischen Transistoren. Ein zweiter Lehrstuhl „Photophysik/Nano-Optik“ unter der Leitung von Lukas Eng befasst sich mit multiferroischen Materialien und Nanostrukturen, die mit Hilfe von Rastersondentechniken untersucht und manipuliert werden. Die dritte Professur „Halbleiterspektroskopie“ hat Manfred Helm inne, der zudem seit 2000 Direktor des Instituts für Ionenstrahlphysik und Materialforschung am Helmholtz-Zentrum Dresden-Rossendorf ist. Seit 2011 gibt es am IAPP die Junior-Professur „Organische Halbleiter“, welche im Mai 2013 durch Sebastian Reineke besetzt wurde. Zuvor hatte Malte Gather diese Position inne.

## Geschichte
- 1908 Gründung als Wissenschaftlich Photographisches Institut Dresden (Leitung: Robert Thomas Dietrich Luther)
- 1946 Wiederaufnahme des Lehrbetriebs nach dem Zweiten Weltkrieg
- 1969 Umwandlung in den Wissenschaftsbereich Photophysik
- Seit 1992 Institut für Angewandte Photophysik